# Симеон Денков
Симеон Иванов Денков е български революционер, деец на Вътрешната македоно-одринска революционна организация.

## Биография
Симеон Денков е роден на 2 декември 1886 година в София, но по произход е от царибродското село Голеш. Баща му Иван Денков е опълченец в Руско-турската война от 1877-1878 година, участник в Сръбско-българската война и автор на книги за Българското опълчение и войните.
Симеон Денков завършва Първа софийска гимназия и през юли 1903 година, заедно с племенника си Александър Станков, прави опит да влезе в Македония, но е спрян от българската полиция. На 28 август 1903 година се включва в четата на поручик Панчо Константинов и навлиза в Македония преди още да е завършило Илинденско-Преображенското въстание. Ранен е в битка и се прибира в България на лечение. На 22 ноември 1903 година влиза в четата на Атанас Бабата и повторно навлиза в Македония.
За кратко работи във военния арсенал. От 1904 година е четник в Кратовско, а от 11 юни 1905 година е помощник-войвода в кичевската чета на Петър Радев – Пашата. Впоследствие Симеон Денков е избран за кичевски районен войвода и дава сражения на сръбските чети в Македония, но се оттегля през ноември 1906 година когато се разболява от ревматизъм и тръгва за България. По пътя остава във Велешко в четата на Дачо Йотов и участва в сражения при селата Смиловци, Никодин, Долани и други.
В началото на февруари 1907 година велешката чета се изтегля в България, но Симеон Денков остава да помага на ранения си приятел Кольо Оризарчето. На 15 февруари Симеон Денков, братовчед му Александър Станков и Кольо Оризарчето са открити от турски аскер на връх Китка в Никодинската планина. В сражението умират Кольо и Симеон, а Александър успява да избяга. Загиналите са погребани в село Никодин от местните селяни